# The McGuire Sisters
The McGuire Sisters waren ein Pop-Gesangstrio, das in den 1950er und frühen 1960er Jahren eine Reihe von Hits hatte.

## Geschichte
Die drei Schwestern Christine (1926–2018), Dorothy (1928–2012) und Phyllis McGuire (1931–2020) aus Middletown (Ohio) begannen schon früh im Kirchenchor miteinander zu singen. 1949 wurden sie dann vom Militär angeheuert und tourten durch verschiedene Krankenhäuser und Kasernen. In dieser Zeit erweiterten sie ihr Repertoire auf verschiedene Pop-Standards der damaligen Zeit. Nachdem die Sängerinnen ihre Tour beendet hatten, beschlossen sie 1951 bei der Talentshow Arthur Godfreys aufzutreten. Godfrey war begeistert von der Band und nahm sie in sein regelmäßiges Morgenprogramm auf, wo sie sieben Jahre lang auftraten.
Nur kurze Zeit nach der Aufnahme in Godfreys Show bekamen die McGuire Sisters dann von Milt Gabler einen Plattenvertrag bei Decca Records angeboten. Erst 1954 kam ihre erste Single in die Pop-Charts. Goodnight, Sweetheart, Goodnight, im Original von den Spaniels, kam bis auf Platz 7. Es folgten ein Cover des Ivory-Joe-Hunter-Songs It May Sound Silly (Platz 11) und die #10-Single He, ein Cover von Al Hibbler. Ende des Jahres hatten die drei Schwestern dann ihren größten Cover-Erfolg, als sie den Moonglows-Song Sincerely an die Spitze der Pop-Charts brachten.
1955 kam dann Do You Remember When? auf den Markt, ein Album, das nur aus Covern der 1930er Jahre bestand. 1957 hatten die McGuire Sisters ihren zweiten #1-Hit mit Sugartime. Danach begann der Erfolg nachzulassen. Das Trio hatte noch einige kleinere Hits in den frühen 1960er Jahren und veröffentlichte 1965 ein Album bei ABC-Paramount. Doch als die Erfolge schließlich ganz ausblieben, trennten sich die McGuire Sisters 1968 nach einem Auftritt bei der Ed Sullivan Show. Mitte der 1970er Jahre kam es noch einmal zu einer Reunion der Band und 2001 wurde sie in die Vocal Group Hall of Fame aufgenommen.

## Diskografie

### Alben
| Titel                              | Katalog-Nr.   | Veröffentlichung |
| ---------------------------------- | ------------- | ---------------- |
|                                    | Coral         |                  |
| Greetings from the McGuire Sisters | 57225         | 1954             |
| Do You Remember When?              | 57026         | 1956             |
| Chris, Philly, Dottie              | 57052         | 1956             |
| While the Lights Are Low           | 57145         | 1957             |
| Teenage Party                      | 57134         | 1957             |
| Musical Magic                      | 57180         | 1957             |
| Sugartime                          | 57217         | 1958             |
| May You Always                     | 57296         | 1959             |
| In Harmony with Him                | 57303         | 1959             |
| His and Hers                       | 57337         | 1960             |
| Just for Old Time’s Sake           | 57385         | 1961             |
| Subways Are for Sleeping           | 57398         | 1961             |
| Songs Everybody Knows              | 57415         | 1962             |
| Showcase                           | 57443         | 1963             |
|                                    | ABC-Paramount |                  |
| Right Now!                         | 530           | 1965             |

### Singles
| Titel                                                            | Katalog-Nr.   | Veröffentlichung |
| ---------------------------------------------------------------- | ------------- | ---------------- |
|                                                                  | Coral         |                  |
| Picking Sweethearts / One, Two, Three, Four                      | 60917         | 1953             |
| Miss You / Tootle-Ooh Siana                                      | 60969         | 1953             |
| Hey, Mister Cotton Picker / Where Good Times Are                 | 61002         | 1953             |
| Are You Looking for a Sweetheart / You’ll Never Know Till Monday | 61073         | 1953             |
| Cling to Me / Pine Tree, Pine Over Me                            | 61126         | 1954             |
| Goodnight Sweetheart Goodnight / Heavenly Feeling                | 61187         | Mai 1954         |
| Uno, Duo, Tre / Lonesome Polecat                                 | 61239         | 1954             |
| Muskrat Ramble / Not as a Stranger                               | 61258         | 1954             |
| Muskrat Ramble / Lonesome Polecat                                | 61278         | 1954             |
| Christmas Alphabet / Give Me Your Heart for Christmas            | 61303         | November 1954    |
| Sincerely / No More                                              | 61323         | Dezember 1954    |
| Open Up Your Heart / Melody of Love                              | 61334         | Dezember 1954    |
| Hearts of Stone / The Naughty Lady of Shady Lane                 | 61335         | Dezember 1954    |
| Doesn’t Anybody Love Me? / It May Sound Silly                    | 61369         | Februar 1955     |
| Rhythm and Blues / Something’s Gotta Give                        | 61423         | Mai 1955         |
| Kiss Me and Kill Me With Love / If It’s a Dream                  | 61454         | Juni 1955        |
| Heart / Young and Foolish                                        | 61455         | Juni 1955        |
| Give Me Love / Sweet Song of India                               | 61494         | August 1955      |
| If You Believe / He                                              | 61501         | September 1955   |
| The Littlest Angel / I’d Like to Trim the Tree With You          | 61531         | November 1955    |
| Be Good to Me / My Baby’s Got Such Lovin’ Ways                   | 61532         | 1955             |
| Missing / Tell Me Now                                            | 61587         | Februar 1956     |
| Delilah Jones / Picnic                                           | 61627         | April 1956       |
| Every Day of My Life / Endless                                   | 61703         | September 1956   |
| Goodnight My Love, Pleasant Dreams / Mommy                       | 61748         | Dezember 1956    |
| Kid Stuff / Without Him                                          | 61771         | Februar 1957     |
| He’s Got Time / Blue Skies                                       | 61798         | Februar 1957     |
| Drownin’ in Memories / Please Don’t Do That to Me                | 61815         | April 1957       |
| Rock Bottom / Beginning to Miss You                              | 61842         | Juni 1957        |
| Around the World In 80 Days / Interlude                          | 61856         | Juli 1957        |
| Forgive Me / Kiss Them for Me                                    | 61888         | 1957             |
| Santa Claus Is Comin’ to Town / Honorable Congratulations        | 61911         | 1957             |
| Sugartime / Banana Split                                         | 61924         | Dezember 1957    |
| Ding Dong / Since You Went Away to School                        | 61991         | Mai 1958         |
| Volare / Do You Love Me Like You Kiss Me                         | 62021         | Juli 1958        |
| Sweetie Pie / I’ll Think of You                                  | 62047         | August 1958      |
| May You Always / Achoo Cha Cha                                   | 62059         | November 1958    |
| Summer Dreams / Peace                                            | 62106         | April 1959       |
| Red River Valley / Compromise                                    | 62135         | 1959             |
| Some of These Days / Have a Nice Weekend                         | 62155         | 1959             |
| Livin’ Dangerously / Lover’s Lullaby                             | 62162         | November 1959    |
| The Unforgiven / I Give Thanks                                   | 62196         | 1960             |
| Nine O’Clock / The Last Dance                                    | 62216         | 1960             |
| To Be Loved / I Don’t Know Why                                   | 62235         | 1960             |
| Just for Old Time’s Sake / Really Neat                           | 62249         | Januar 1961      |
| Tears on My Pillow / Will There Be Room in the Space Ship        | 62276         | Juni 1961        |
| Just Because / I Do, I Do, I Do                                  | 62288         | 1961             |
| I Can Dream, Can’t I / I’m Just Taking My Time                   | 62296         | 1961             |
| Sugartime Twist / More Hearts Are Broken That Way                | 62305         | Februar 1962     |
| I Really Don’t Want To Know / Mama’s Gone, Goodbye               | 62333         | September 1962   |
|                                                                  | Reprise       |                  |
| Now and Forever / Never                                          | 0256          | Februar 1964     |
|                                                                  | ABC-Paramount |                  |
| Truer Than You Were / Grazia                                     | 10776         | Februar 1966     |

## Charts und Chartplatzierungen

### Alben
| Jahr | Titel       | Höchstplatzierung, Gesamtwochen, AuszeichnungChartsChartplatzierungen (Jahr, Titel, Platzierungen, Wochen, Auszeichnungen, Anmerkungen) | Anmerkungen |
| Jahr | Titel       | US | Anmerkungen |
| ---- | ----------- | --- | ----------- |
| 1955 | By Request… | US2 (16 Wo.)US |             |

### Singles
| Jahr | Titel Album                          | Höchstplatzierung, Gesamtwochen/‑monate, AuszeichnungChartplatzierungen (Jahr, Titel, Album, Platzierungen, Wochen/Monate, Auszeichnungen, Anmerkungen) | Höchstplatzierung, Gesamtwochen/‑monate, AuszeichnungChartplatzierungen (Jahr, Titel, Album, Platzierungen, Wochen/Monate, Auszeichnungen, Anmerkungen) | Höchstplatzierung, Gesamtwochen/‑monate, AuszeichnungChartplatzierungen (Jahr, Titel, Album, Platzierungen, Wochen/Monate, Auszeichnungen, Anmerkungen) | Anmerkungen                               |
| Jahr | Titel Album                          | DE | UK | US | Anmerkungen                               |
| ---- | ------------------------------------ | --- | --- | --- | ----------------------------------------- |
| 1954 | Goodnight Sweetheart Goodnight –     | — | — | US8 (15 Wo.)US |                                           |
| 1954 | Muskrat Ramble –                     | — | — | US11 (10 Wo.)US |                                           |
| 1954 | Lonesome Polecat –                   | — | — | US29 (1 Wo.)US |                                           |
| 1954 | Sincerely –                          | DE22 (1 Mt.)DE | UK14 (4 Wo.)UK | US1 (20 Wo.)US |                                           |
| 1955 | No More –                            | — | UK20 (1 Wo.)UK | US23 (6 Wo.)US |                                           |
| 1955 | It May Sound Silly –                 | — | — | US23 (6 Wo.)US |                                           |
| 1955 | Something’s Gotta Give –             | — | — | US6 (12 Wo.)US |                                           |
| 1955 | He –                                 | — | — | US12 (21 Wo.)US |                                           |
| 1955 | Give Me Your Love –                  | — | — | US82 (2 Wo.)US |                                           |
| 1956 | Missing –                            | — | — | US44 (6 Wo.)US |                                           |
| 1956 | Picnic –                             | — | — | US13 (20 Wo.)US |                                           |
| 1956 | Delilah Jones –                      | — | UK24 (2 Wo.)UK | US37 (11 Wo.)US |                                           |
| 1956 | Weary Blues –                        | — | — | US32 (8 Wo.)US | mit Lawrence Welk and His Champagne Music |
| 1956 | In The Alps –                        | — | — | US63 (5 Wo.)US | mit Lawrence Welk and His Champagne Music |
| 1956 | Ev’ry Day Of My Life –               | — | — | US37 (12 Wo.)US |                                           |
| 1956 | Endless –                            | — | — | US52 (8 Wo.)US |                                           |
| 1956 | Goodnight My Love, Pleasant Dreams – | — | — | US32 (9 Wo.)US |                                           |
| 1957 | Around The World In Eighty Days –    | — | — | US73 (6 Wo.)US |                                           |
| 1958 | Sugartime –                          | — | UK14 (6 Wo.)UK | US5 (23 Wo.)US |                                           |
| 1958 | Ding Dong –                          | — | — | US43 (6 Wo.)US |                                           |
| 1958 | Volare (Nel Blu, Dpinto Di Blu) –    | — | — | US80 (1 Wo.)US |                                           |
| 1959 | May You Always –                     | — | UK15 (11 Wo.)UK | US11 (16 Wo.)US |                                           |
| 1959 | Summer Dreams –                      | — | — | US55 (7 Wo.)US |                                           |
| 1959 | Peace –                              | — | — | US85 (3 Wo.)US |                                           |
| 1960 | Livin’ Dangerously –                 | — | — | US97 (1 Wo.)US |                                           |
| 1960 | The Last Dance –                     | — | — | US99 (1 Wo.)US |                                           |
| 1961 | Just For Old Time’s Sake –           | — | — | US20 (14 Wo.)US |                                           |
| 1961 | Tears On My Pillow –                 | — | — | US59 (5 Wo.)US |                                           |
| 1961 | Just Because –                       | — | — | US99 (1 Wo.)US |                                           |
| 1964 | I Don’t Want To Walk Without You –   | — | — | US79 (3 Wo.)US |                                           |